# Альбрехт фон Галлер
Альбрехт фон Галлер (нім. Albrecht von Haller; 1708—1777) — швейцарський анатом, фізіолог, натураліст (анатом, ботанік) та поет. Батько Альбрехта фон Галлера-молодшого (1758—1823). Учень Германа Бургаве.

## Біографія

Elementa physiologiae corporis humani VIII

Альбрехт фон Галлер народився в 1708 році у Берні, у патриціанській родині. Вже на 15-му році писав трагедії і комедії й написав епічну поему в 4000 віршів про початок Швейцарського союзу.
В 1723 році він вступив в Тюбінгенський університет, звідки перейшов у Лейден, щоб слухати знаменитого Бургаве. В 19 років він отримав ступінь доктора медицини, після чого об'їхав Англію і Францію і в Базелі слухав у Йоганна Бернуллі вищу математику. У 1728 році він разом з Геснером здійснив екскурсію в гори, під час якої зібрав матеріал для великої роботи з ботаніки і обміркував свою знамениту описову поему «Альпи». Після вторинного перебування в Базелі, де він, між іншим, читав лекції з анатомії, Галлер в 1729 році повернувся в Берн і незабаром став відомим лікарем.
Вийшла в 1732 році, без підпису Галлера, книжка його віршів («Versuch schweiz. Gedichte») звернула на нього увагу нечисленних тоді любителів німецької поезії. Його дидактична поема «Про походження зла» була перекладена на багато мов . У 1736 році він прийняв професуру по кафедрах медицини і ботаніки у нововідкритому Геттінгенському університеті і заснував там анатомічний театр і ботанічний сад. У 1742 році вийшла його багаторічна праця «Enumeratio methodica stirpium Helvetiae indigenarum», а через 9 років він відкрив королівське товариство наук (Socieät der Wissenschaftea), яке обрало його своїм беззмінним президентом.
У Геттінгені Галлер користувався повагою і любов'ю своїх слухачів, а повсюдно — славою одного з перших учених світу; імператор Франц I дав йому дворянство; англійський король зробив його державним радником і своїм лейб-медиком; його кликали в Утрехт, Оксфорд, Берлін, Галле і Санкт-Петербург; але коли Берн обрав його в члени великої ради, любов до батьківщини змусила його відмовитися від всіх почестей і від кафедри і повернутися в батьківщину. У Берні він заснував соляні промисли, організував медичну поліцію, сприяв розвиткові землеробства та ін. З його наукових праць за цей час видаються спостереження над розвитком зародка в яйці, над зростанням кісток, і особливо його 8-томного «Elementa physiologiae corporis humani» (Лозанна, 1755-66). Крім того, він видав ряд компендіумів («Bibliotheca botanica», Цюрих, 1771-2; «Bibliotheca anatomica», там же, 1774-77; «Bibl. chirurgica», Базель, 1774-75, та незакінчена «Bibl. medicinae practicae», там же, 1776-87), дуже корисних у його час; важливе значення має в історії науки його велика фізіологічна монографія «De functionibus corporis humani praecipuarum partium». У заснованих ним же геттінгенських «Gelehrten Anzeigen» він помістив до 2000 рецензій. Галлер написав три морально-політ-історичні романи («Usong», 1771; «Alfred», 1773, і «Fabius und Cato» (Фабій і Катон), 1774), в яких висловлює свої погляди на різні форми правління. Під старість Галлер зробився дуже похмурий і вороже ставився до французької «просвітницької» літератури.
Помер у 1777 році.

## Заслуги в літературі
Галлер не мав видатний поетичний талант, але історико-літературне значення його творчості, тим не менше, надзвичайно велике. У його віршах багато щирості і немає жодного зайвого слова; в «Альпах» він описує побачені їм з такою точністю, який не досягала навіть тодішня німецька проза. Правда, ці описи іноді надто ґрунтовні і наукові, так і в його чисто ліричних творах, холодний розум найчастіше занадто яскраво проявляє себе; але зате в них чується мужня енергія, особливо втішна після розпливчастості і солодкуватості німецьких поетів попереднього покоління. Заслуга Галлера в тому, що він вказав для поезії більш високу задачу, ніж насолоду вуха громозвучними римами. Критичне видання його віршів, з великою біографією, зроблено L. Hirzel (Frauenfeld, 1882). Монографія про нього: «Haller Bedeutung und seine für die deutsche Kultur», Lissauer (Берлін, 1873).

## Заслуги в науці
Дуже важливі заслуги Галлера в анатомії і фізіології. Численні виправлення і доповнення з питань анатомії він спочатку оприлюднив у вигляді дрібних статей, а потім зібрав їх у двох головних своїх творах з анатомії: «Opuscula anatomica minora» (Лозанна, 1765) та згаданих вище «Icones anatomicae». Патологічною анатомією він займався у своїх «Opuscula pathological» (там же, 1755); зоотомії він проклав дорогу своїми анатомічними роботами над тваринами; ембріології — спостереженнями над розвитком зародка в яйці. У фізіології він поповнив прогалини в навчанні Гарвея з кровообігу і по відношенню до течії крові в найтонших судинах встановив погляди, що зберегли в сутності ціну і тепер. Щодо механічної і хімічної сторін дихання він також встановив правильніші погляди в роботі латиною «De respiratione experimenta anatomica» (Геттінген, 1746 і 1749), «Мемоігеѕ sur la respiration» та другому томі «Opera minora». Особливо важливу заслугу Галлера складають його досвідчені дослідження щодо діяльності нервів і м'язів. Він перший правильно розрізнив три властивості м'язових волокон: пружність, здатність реагувати на подразнення нерва і здатність самостійно реагувати на механічні та хімічні подразнення. Останню властивість він назвав дратівливістю; на цьому понятті, після того як воно було узагальнено і перенесено на нерви, слизові оболонки, залози і т. д., були побудовані пізніше цілі патологічні системи.
Галлер досить різко (і не дуже аргументовано) критикував статеву систему класифікації рослин Карла Ліннея, опубліковану в 1735 році. У ботанічному творі De metodico studio botanices absque praeceptore (Геттінген, 1736) Галлер дав основи природної системи, побудованої як на зовнішньому вигляді рослин і їхній природній спорідненості, так і на співвідношенні органів запліднення, але зустрів при цьому мало схвалення, ця система ніким не була визнана. Пізніше Галлер видав різку критику праць Карла Ліннея від імені свого 15-річного сина Готліба Емануеля: Dubia ex Linnei fundamentis hausta (Геттінген, 1751).
Австрійський історик науки Йозеф Шультес в 1817 році писав про Галлера, що він «найбільша людина свого часу і досі не перевершений ніким, хто жив після нього». Шультес у зв'язку з критикою Галлером Ліннея писав, що «Галлер був у кожній області людського знання тим, ким Лінней був тільки в області природної історії». Особливо високо Шультес цінував роботу Галлера «Флора Швейцарії», називаючи її безсмертною працею.